# Norton Classic
La Norton Classic, chiamato anche
Norton P43, è una motocicletta realizzata dalla casa motociclistica inglese Norton dal 1987 al 1988.

## Descrizione

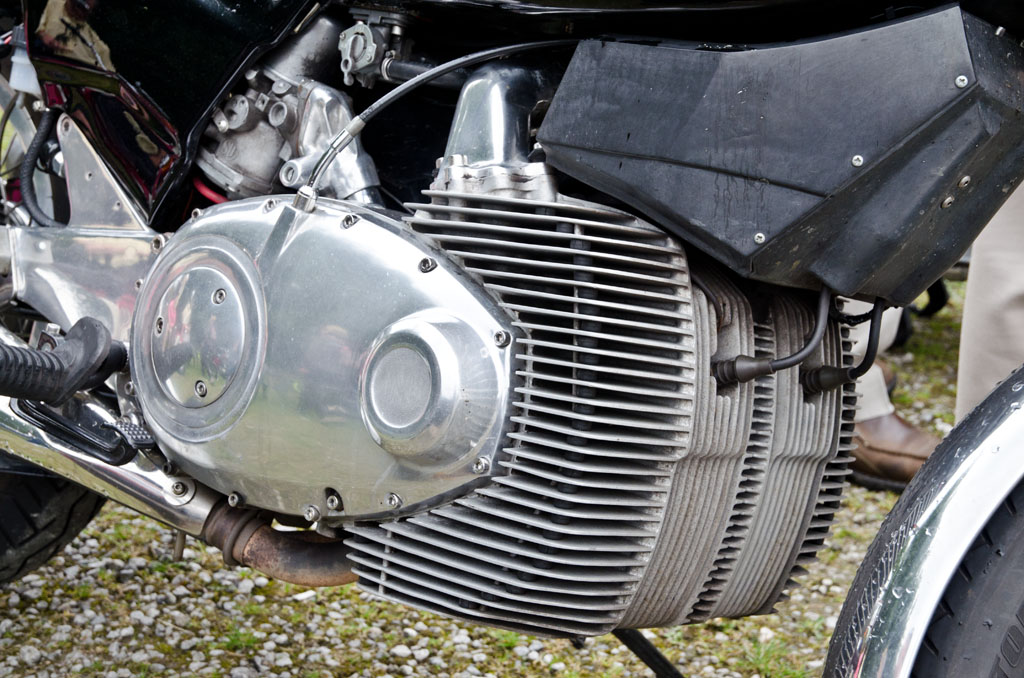
Dettaglio del motore Wankel

Annunciata a dicembre 1987 e prodotta in soli 100 esemplari, la moto si caratterizzava per l'utilizzo di un motore Wankel a doppio rotore dalla cilindrata di 588 cm³ con raffreddamento ad aria alimentato da carburatori Mikuni. 
La trasmissione era composta da cambio manuale a 5 rapporti, con catena primaria duplex e trasmissione finale a corona.